# Schloss Freudenau
Schloss Freudenau (slowenisch Meinlov grad oder Dvorec Freudenau v Črncih) steht im vormals deutschsprachigen Schirmdorf, heute Črnci (Gemeinde Apače) im Abstaller Feld in Slowenien. Im Slowenischen ist das Schloss heute nach Julius Meinl benannt, der das Schloss ab ca. 1900 besaß.

## Geschichte

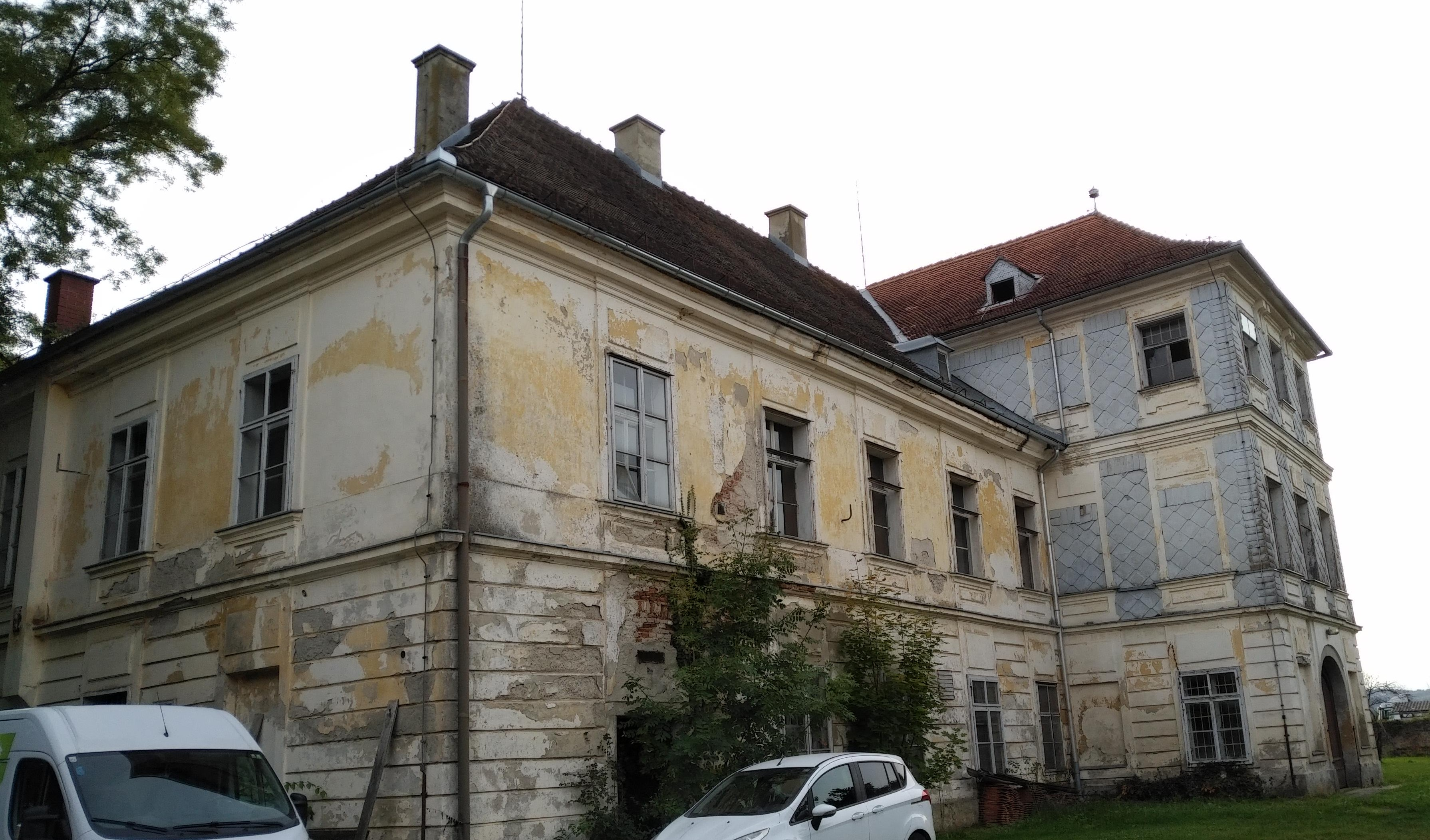
Der Schlossbau im Jahr 2022

Der erste Vorgängerbau des heutigen Schlosses ist höchstwahrscheinlich eine Burg aus dem 13. Jahrhundert. Gut Freudenau wurde im Laufe der Zeit aus der Herrschaft Freudenau herausgelöst. Um 1635 war Ludwig Graf Schwarzenberg Besitzer, danach die Grafen von Rhisel und ging für Ludwig Josef von Orsini-Rosenberg an die von Rosenberg. Zum Gut gehörte auch das Gut Freisburg. Das heutige Barockgebäude, das nach vielen Umbauten noch heute besteht, wurde zu Beginn des 17. Jahrhunderts erbaut.

### Familie Meinl
Nach 1900 kaufte der Wiener Großindustrielle Julius Meinl II. das Anwesen. Er brachte fortschrittliche Methoden in den Gutsbetrieb und mechanisierte die Landwirtschaft. Im Ersten Weltkrieg war ein Lazarett im Schloss untergebracht. Dieses wurde 1920 wurde von Truppen der Entente besetzt, es befand sich nach der neuen Grenzziehung im Königreich Jugoslawien.
Von 1938 bis zum Kriegsbeginn 1939 lebte der Nazigegner Julius Meinl III. mit seiner jüdischen Frau und seinen Kindern im Schloss, er emigrierte anschließend nach England. Nach dem deutschen Einmarsch in das damalige Jugoslawien im Jahr 1941 wurde das Schloss von den Deutschen konfisziert und für politische Versammlungen und Treffen verwendet, z. B. für Lehrgänge von Jungmädelführerinnen. Das repräsentative Mobiliar wurde 1942 in das damalige Gauleiterbüro in der Stadtburg von Marburg, heute Maribor, überführt und in den Empfangs- und Arbeitsräumen des Chefs der Zivilverwaltung aufgestellt. Unmittelbar nach dem Zweiten Weltkrieg wurde schließlich der Großteil der verbliebenen Möbel geplündert.
Das Schloss steht seit Jahrzehnten leer und verfällt zusehends.

## Bauwerk
Das Schloss ist ein zweistöckiger langrechteckiger Bau (jede Seite ist ein Bau von drei auf fünf Achsen) mit einem eingeschobenen weit vorspringenden dreiachsigen und dreigeschossigen Mittelrisalit, das als Torhaus Richtung Gutsseite aufgebaut ist und durch blaue Schieferkacheln geprägt wird. Auf der gegenüberliegenden Gartenfront (Straßenseite) ragt es nur leicht aus dem Gebäude und hat einen aufgesetzten Giebel. Beide Teile sind mit einem Walmdach versehen. Die Dächer werden von einem umlaufenden einfachen Fries begrenzt. Auf der Straßenseite sind je zwei Walmgauben mit First ins Dach eingebaut. Zur Straßenseite sind noch die quadratischen Mauersäulen der Umwehrung erhalten, die mit einem Kelch bekrönt sind. Das Bauwerk liegt an der Hauptstraße des Ortes. Die Wände sind verfallen und überwachsen.
Das Schloss steht an der Frontseite eines ehemals u-förmig durch Gebäude, die heute zum Teil stark verfallen sind, begrenzten Rittergutes.

## Nachweise
1. ↑  Josef Andreas Janisch: Topographisch-statistisches Lexikon von Steiermark: mit historischen Notizen und Anmerkungen. Leykam-Josefstahl, S. 233–234 ().
2. ↑  admin: Črnci (Freudenau). In: www.gradovislovenije.si. 13. September 2018, abgerufen am 12. September 2023 (slowenisch).
3. ↑  ANNO, Der Morgen. Wiener Montagblatt, 1915-01-11, Seite 7. Abgerufen am 4. August 2022.
4. ↑  ANNO, Wiener Zeitung, 1920-07-19, Seite 2. Abgerufen am 4. August 2022.
5. ↑  Dušan Ščap: Die Konfiszierung des Mobiliars aus Schloss Freudenau / Odtujena oprem,a iz dvorca Freudenau. In: VII. Das Magazin der Sloweninnen und Slowenen in der Steiermark | Revija slovenk in slovencev na avstrijskem štajerskem Jahresschrift des Pavelhauses | Letni zbornik Pavlove hiše. Nr. 2020/2021. Bad Radkersburg 2021, ISBN 978-3-903699-01-4, S. 188–193.
6. ↑  Simona Bandur: Slovenija v malem, sredi pa Meinlov grad. In: Delo. 25. März 2014, abgerufen am 14. Juni 2022 (slowenisch).
7. ↑  Meinlov grad. In: Na koncu vasi. Abgerufen am 14. Juni 2022 (slowenisch).